# Vilardell
Vilardell es una localidad española del municipio de Sant Celoni, perteneciente a la provincia de Barcelona, en la comunidad autónoma de Cataluña. En 2023, la entidad singular de población tenía empadronados 267 habitantes y el núcleo de población, 259.